# Alstroemeria monantha
Alstroemeria monantha är en enhjärtbladig växtart som beskrevs av Pierfelice (Pedro Felix, Pierre Félice) Ravenna. Alstroemeria monantha ingår i släktet alströmerior och familjen alströmeriaväxter. Inga underarter finns listade i Catalogue of Life.